# Gymnotriclis coscaronorum
Gymnotriclis coscaronorum là một loài ruồi trong họ Asilidae. Gymnotriclis coscaronorum được Artigas & Papavero miêu tả năm 1997. Loài này phân bố ở vùng Tân nhiệt đới.